# Skildpadder
Skildpadder (Testudines) er en orden af krybdyr, der opstod for cirka 220 millioner år siden. Man inddeler de nulevende skildpadder  i 351 arter. Skildpadder er vekselvarme æglæggere, som evolutionsmæssigt har en stor tilpasningevne. 
Skildpadder kan både leve på land og i vand, alt efter hvilken art de tilhører, og eksisterer både som vilde dyr og som kæledyr. Skildpadder er et helt almindeligt dansk husdyr. De er som regel lette at have med at gøre og passer for det meste sig selv. Nogle skildpadder kan dog godt være aggressive og kan finde på at bide.
Trods navnet er skildpadder ikke padder.

## Udbredelse
Med undtagelse af de polare regioner bebor skildpadder alle kontinenter. De forekommer i mange forskellige slags omgivelser, i tropiske skove og sumpe, ørkener og halvørkener, søer, damme, floder, brakvandsområder og oceaner, i tempererede, tropiske og subtropiske klimaer.

## Skjoldet
Skjoldet, som udgør omkring 30% af vægten, er uden tvivl det afgørende kendetegn. Ingen andre hvirveldyr har en sammenlignelig anatomi. Ligesom insekternes exoskelet, omslutter skildpaddernes skjold, som består af rygskjoldet (carapax) og bugskjoldet (plastron), alle vigtige organer og kropsdele.
Rygskjoldet består af massive knogleplader, som evolutionsmæssigt har udviklet sig fra ryghvirvler og ribben fra hvirveldyrs endoskelet. Skulderbladet (latin scapula), har skubbet sig ind under ribbenene, modsat alle andre hvirveldyr. Dette ret stive rygskjold kræver en tilpasning af vejrtrækningen, som skal understøttes af ekstremiteternes bevægelse og deres kraftige muskler.
Over knogleskjoldet findes enten et læderagtigt hudlag (fx hos blødskjoldskildpadder) eller et hornlag (scuta) af keratin. Bruskskjoldenes farve afhænger primært af, hvor skildpadden stammer fra, for de fleste arter tilpasser deres farve til omgivelserne.
I visse skildpaddearter fornyr hornskjoldet sig idet det gamle yderlag løsner sig og det nye kommer til syne. I andre skildpaddearter opstår der årringe og det yderste af hornskjoldet slides.
Skjoldet blev langt op i det 20. århundrede benyttet af mennesker som materialet skildpadde, der fandt  anvendelse ved fremstilling af en række produkter.

## Sanser
Skildpadder har et godt syn. De kan genkende flere farver end mennesker, fordi deres øjne har fire forskellige farvereceptorer, ligesom alle krybdyr. De er således også i stand til at opfatte dele af det infrarøde og det ultraviolette farvespektrum. Gråtoner synes de imidlertid at kunne skelne dårligere.
Skildpadder er mestendels stumme. Undtagelsen er hvis de bliver forskrækkede. Visse skildpadder udstøder en hvæsende-hvislende lyd når de trækker hovedet tilbage i skjoldet. Vandskildpadder kan lejlighedsvis også udstøde truende hvæs. Mange hanner udstøder også ved parringen bip- eller stønnelyde, ligesom hunnerne ind i mellem gør det under kampen om de bedst ynglepladser med andre hunner. Landskildpadder kan få en slags kortvarig hikke hvis de i hast spiser frugt eller små snegle.
Nyere forskning af et team ledet af Camila Ferrera fra det brasilianske Wildlife Conservation Society og Richard Vogt fra Amazonas Research Institute i Manaus har fundet ud af, at der i det lave frekvensområde foregår akustisk kommunikation mellem individer. Hunner kommunikerer med nyklækkede. Embryoner udveksler oplysninger - før klækning - med hinanden akustisk, muligvis for atsynkronisere klækketidspunktet.
Ved 220 millioner og 160 millioner år gamle skildpaddefossiler har man opdaget tænder, som dog i løbet af evolutionen har trukket sig tilbage. Skildpadder har i dag ikke tænder, men hornnæb som kan bruges som kraftigt skæreværktøj. Som alle krybdyr tygger skildpadder ikke deres mad, men sluger dem enten i helt tilstand eller de river det i stykker med munden, hvor forbenene tages til hjælp.

## Ernæring
Skildpadder er stort set altædende (såkaldt omnivor). Afhængigt af hvilken art, er de dog overvejende enten planteædende eller kødædende. Nogle arter, især dem der bor i vandet, skifter fra proteinrig kost med unge vandinsekter og til lettilgængelig, men energifattig, kost når de er vokset op. For det relativt store knogleskelet, og dels til dannelse af de æg med hård skal, har skildpadder brug for en kalciumrig næring. Næringen spænder vidt - afhængigt af arten. Det kan være alt fra markurter, blomster, frugter, vandplanter over alger, insekter, orme, snegle, fisk, søstjerner, krabber og vandmænd, og til ådsler og affaldsprodukter fra pattedyr.
Enkelte arter har dog specialiseret sig til en enkelt helt særlig slags føde, såsom læderskildpadden, der har specialiseret sig i vandmænd, eller den malaysiske sumpskildpadde, hvis engelsk navn, Snail Eating Turtle, og de kraftige kæber, afslører denne præference for at knække sneglehuse. Nogle andre skildpadde arter har også tilpasset deres fysik til særlige jagtmetoder, såsom gribskildpadden, der stille og roligt venter med åben mund, indtil en fisk begynder at interessere sig for den ormeformede spids i munden. En anden, lidt usædvanlig fangstmetode findes hos moskusskildpadden (mata-mata), som ligger på lur i slam med sit særprægede skjold, hvor der gror alger, og som suger sit bytte til sig ved at åbne for kæberne.

## Køn og reproduktion
I nogle arter bliver kønnet ikke genetisk bestemt ved befrugtningen, men kun bestemt af inkubationstemperatur (som f.eks. hos de europæiske vand- og landskildpaddearter). I visse temperaturområder klækkes der overvejende, eller endda udelukkende, hunner eller hanner. Dette har vist sig at være en fordel i avlsprojekter for beskyttelse af bestanden. Inkubationen tager, afhængig af arten, 50 til 250 dage. Helt til sidst fylder skilpaddeungen hele ægget. Ved æg med hård skal bliver skallen tit brudt med en såkaldt ægtand. I visse tilfælde bliver skallen også brudt med et ben. Derefter begynder det foldede bugskjold at strække sig og sprænger skallen fuldstændig. Efter klækningen bliver skildpaddeungerne tit i redehulen indtil de har indtaget blommesækken helt, og de ved fælles anstrengelse kan grave sig op til overfladen. I tørre områder sker dette normalt efter en sensommerbyge, der blødgør jorden, og som får planteæders næring til at blomstre. På den nordlige grænse af deres territorie overvintrer skildpaddeunger ofte i deres redehuler, og kommer først til overfladen i det efterfølgende forår. Der findes ikke nogen arter hvor hunnen yder beskyttelse eller anden form for hjælp, ungerne står alene lige fra de bliver udklækket - i visse tilfælde er de endda et velkomment bytte for artsfæller. Det tager fler år at opnå seksuel modenhed. Det er afhængigt af alder, men også skildpaddens ernæringsmæssige tilstand.

## Alder
Skildpadder kan blive meget gamle. Fødselsåret for Galapagos gigantskildpadden (geochelone nigra) Harriet, som boede i Australia Zoo og døde den 23. juni 2006, blev anslået til 1830, og hun blev således mindst 176 år gammel. Amerikanske sumpskildpadder (terrapener) bliver efter sigende over 100 år gamle, og havskildpadder (cheloniidae) lever sandsynligvis 75 år eller mere. Med god pleje kan velplejede kæledyrsskildpadder blive 40 år gamle eller endda mere.
Den britiske marines forhenværende maskot blev 160 år gammel, selvom den de første 40 år om bord på et krigsskib formodentlig ikke blev holdt artskorrekt.
Den gennemsnitlige forventede levetid er dog væsentligt lavere end det potentielle maksimalalder. (Testudo hermanni)